# Kānī Gūyz
Kānī Gūyz (persiska: كانی گويز, کانی گویز) är en ort i Iran.   Den ligger i provinsen Kurdistan, i den nordvästra delen av landet, 500 km väster om huvudstaden Teheran. Kānī Gūyz ligger 1 694 meter över havet och antalet invånare är 500.
Terrängen runt Kānī Gūyz är kuperad.Runt Kānī Gūyz är det ganska tätbefolkat, med 93 invånare per kvadratkilometer. Närmaste större samhälle är Bāneh, 4,4 km norr om Kānī Gūyz. Trakten runt Kānī Gūyz består i huvudsak av gräsmarker.